# Museu de Latrão

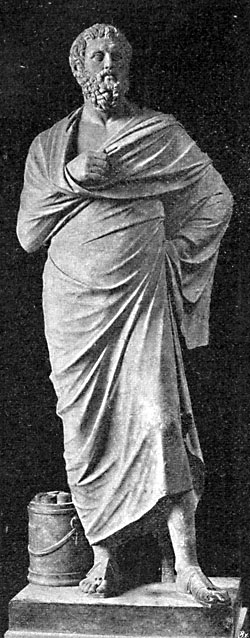
Estátua de Sófocles no Museu de Latrão em foto de 1905

Museu de Latrão ou Museu Laterano (em italiano: Museo Lateranense) foi um museu abrigado no Palácio de Latrão, adjacente à Arquibasílica de São João em Roma, Itália. Foi fundado no pontificado do papa Gregório XVI (r. 1831–1846) sob o nome de Museu Profano de Latrão (em italiano: Museo Profano Lateranense) ou Museu Gregoriano Profano (em italiano: Museo Gregoriano Profano) em 1844 para armazenar estátuas, baixos-relevos e mosaicos da Roma Antiga.
Foi expandido em 1854 sob Pio IX (r. 1846–1878) com a incorporação do Museu Pio Cristão (em italiano: Museo Pio Cristiano). A coleção foi organizada pelos arqueólogos Giuseppe Marchi e Giovanni Battista de Rossi. Marchi coletou monumentos esculpidos do começo da era cristã, enquanto Rossi antigas inscrições cristãs; um terceiro departamento do museu consistiu de cópias de alguns dos importantes afrescos das catacumbas da cidade. Marchi foi nomeado diretor da nova instituição. Em 1910, sob o pontificado de Pio X (r. 1903–1914), o Lapidário Hebraico (em italiano: Lapidario Ebraico) foi estabelecido. Esta seção continha 137 inscrições de antigos cemitérios hebraicos em Roma principalmente da Via Portuense.
O Museu Missionário Etnográfico (em italiano: Museo Missionario Etnografico) foi fundado por Pio XI (r. 1922–1939) com os documentos e relíquias exibidas em Roma na Exposição Missionário de 1925, e incluiu documentos histórias das Missões e relíquias de povos onde estas missões ocorreram. As três coleções foram transferidas, sob o pontificado de João XXIII (r. 1958–1963), do Palácio de Latrão para o Vaticano. Elas foram reabertas ao público em 1970. Elas ainda são chamadas ex Lateranense para indicar o antigo lugar de exibição. Atualmente o Palácio de Latrão está ocupado pelo Museu Histórico do Vaticano (em italiano: Museo Storico Vaticano) que ilustra a história dos Estados Pontifícios. Foi mudado para o palácio em 1987 e inaugurado em 1991.